# 쓰가루 히사요
쓰가루 히사요(일본어: 津軽寿世, つがる ひさよ, 1699년 ~ 1758년 3월 20일)는 히로사키번 분가 구로이시 쓰가루 가문의 4대 당주이다.
히로사키번의 4대 번주 쓰가루 노부마사의 다섯 번째 아들로 태어났다. 어머니는 니시오 번주 마시야마 마사토시의 딸이다. 3대 당주 쓰가루 마사타케의 딸 아야히메(綾姫)와 결혼하여 마사타케의 사위가 되었고, 1743년, 마사타케가 죽자 양자로서 그 뒤를 이었다. 1758년 사망하였고, 장남 아키타카가 가독을 계승했다.
| 전임 쓰가루 마사타케 | 제4대 구로이시 쓰가루가 당주 1743년 ~ 1758년 | 후임 쓰가루 아키타카 |